# Російська військова колона біля Києва

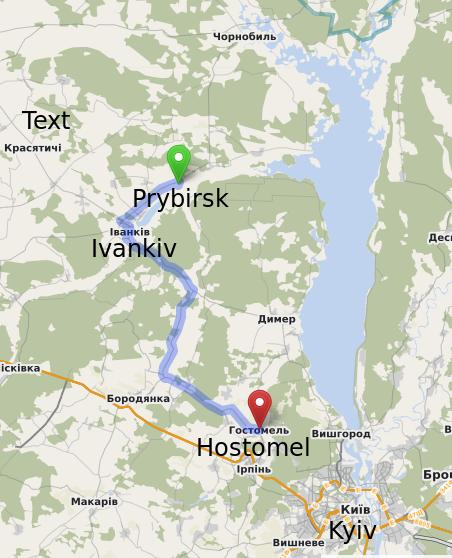
Приблизне розташування російського київського конвою за версією The Economist

Російська військова колона біля Києва — це велика колона російської військової техніки, що простягнулася на понад 60 км з Чорнобильської зони в сторону Києва. Брала участь у вторгненні Росії в Україну 2022 року. Вона спочатку загрожувала прориву до Києва, але згодом її рух призупинився. Аналітики вважають, що рух колони був призупинений через велику кількість солдатів і транспортних засобів, які, можливо, мали значні проблеми з нестачею палива та продовольства, та зазнавали нападу з боку українських військових. Дехто вважав уповільнений темп і дезорганізацію колони як квінтесенцію російської вдаваної військової спроможності.

## Опис
Російська військова колона була вперше помічена супутниками Maxar Technologies у понеділок, 28 лютого 2022 року, як очевидна спроба завдати стратегічного удару по столиці в рамках запланованої битви за Київ. Деякі коментатори конфлікту припускали, що Росія хотіла провести коротку війну тривалістю кілька днів. Тоді можна було б встановити проросійський уряд. Росія розмістила значну кількість сил у Білорусі, яка перетнула кордон, вторгнувшись на північ України, тоді як інші сили атакували з Донбасу та Луганська, Північного Сходу України (Суми, Чернігів, Харків), а також з півдня — з Кримського півострова.

## Огляд

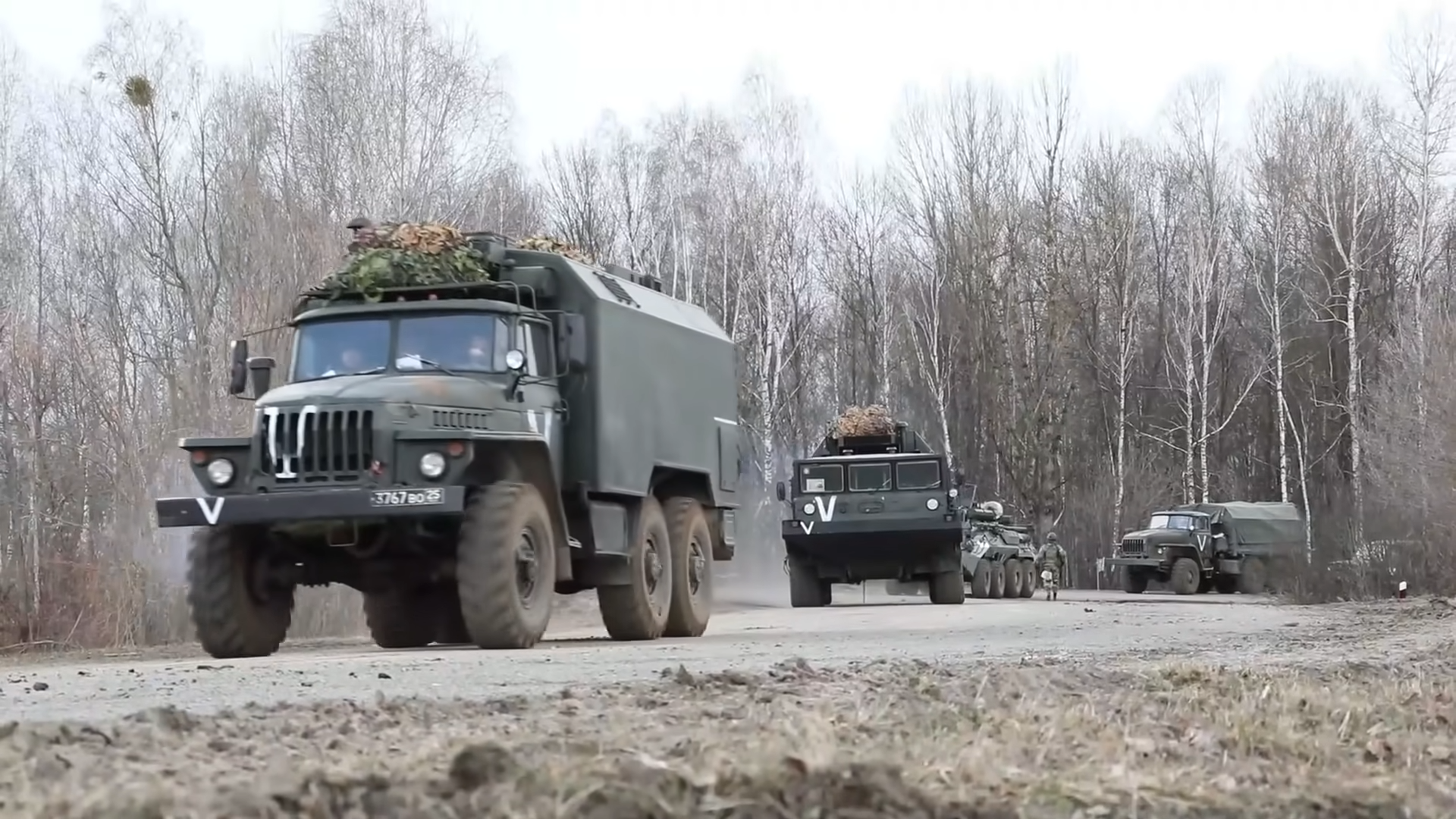
Російський конвой під час наступу на Київ у лютому-березні 2022 року

### Рух
Військова колона з’явилася 28 лютого 2022 року, увійшовши в Україну з півночі, через кордон з Білоруссю. Спочатку це викликало збентеження у багатьох спостерігачів конфлікту, оскільки вважалося, що колона візьме в облогу Київ, загрожуючи йому. Однак, згідно з оновленими розвідувальними даними Міністерства оборони Великої Британії від 7 березня 2022 року, опір України, а також численні механічні ускладнення затримали просування Росії, оскільки конвой був на відстані понад 30 кілометрів від столиці: «Основна частина великої російської колони, що просувалася на Київ, залишається на відстані понад 30 км від міста, будучи затримана стійким опором українців, механічними поломками та заторами». Колона рушила з Білорусі, через Оране—Прибірськ, а потім Іванків. Time повідомив, що станом на 1 березня вона була за 25 кілометрів від міста, а потім повідомлялося, що вона зупинилася на відстані від 25 до 30 кілометрів від Києва.

### Склад і розмір

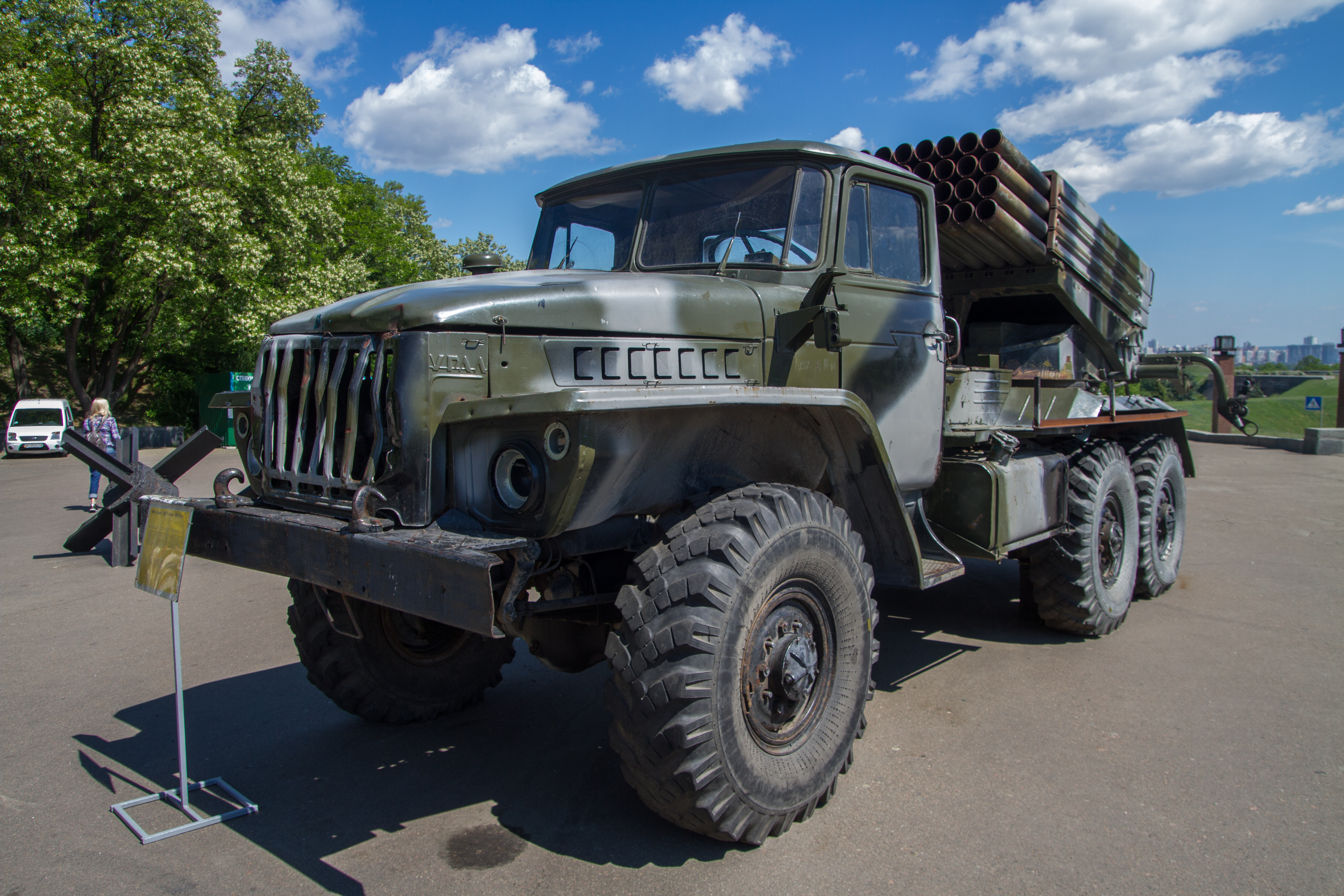
російська військова машина БМ-21 «Град», подібна до тієї, що використовувалася в київській колоні

За оцінками, 2 березня колона містила до 15 000 військовослужбовців, що їхали в транспортних засобах. Саме формування складається з різноманітних військових транспортних засобів. На супутникових кадрах видно, як транспортні засоби припарковані по три одиниці в ширину. Конвой був відомий своїми розмірами, розстягнувшись близько 65 кілометрів. На супутникових знімках колони видно, що вона складається з російських вантажівок, військових, зброї та артилерії. Reuters переглянуло розмір колони, оцінивши її як більшу, ніж вважалося раніше, а саме 64 кілометри у довжину . The Independent також оцінила, що до 1 березня вона зросла до 64 кілометрів. Початкова оцінка колони була 27 кілометрів.

### Повітряний купол
Зазначається, що колона захищена мобільними зенітними ракетними комплексами. Наскільки вони ефективні, невідомо, оскільки в інших місцях України українські безпілотники Baykar Bayraktar TB2 успішно атакували та «знищили три [російські] ракетні системи ЗРК і чотири артилерійські установки калібру 152 мм, а також понад 10 вантажівок і кілька танків». Ефективність безпілотників TB2 турецького виробництва пояснюється, нездатністю Росії досягти переваги в повітрі на початковому етапі війни, а також поганою російською координацією та зв'язку. Тому українські командири розглядали можливість використання їх проти конвою, але у них було відносно небагато безпілотників TB2, які можна використовувати, а також мало військовослужбовців було навчено ефективно керувати ними. Більше того 3 березня дослідник авіації Джастін Бронк (англ. Justin Bronk) заявив, що російські війська, схоже, просунули вперед більше систем протиповітряної оборони, в тому числі навколо колони.  Бронк стверджував, що таким чином конвой став «дуже, дуже складною ціллю для ВПС України».